# Giovanni Carminucci
Giovanni Carminucci (n. 14 noiembrie 1939, San Benedetto del Tronto, Marche, Regatul Italiei – d. 17 februarie 2007, Roma, Italia) a fost un gimnast artistic ce a reprezentat Italia, medaliat olimpic. A participat la 3 ediții ale Jocurilor Olimpice (1960, 1964, 1968) în care a câștigat o medalie de argint și o medalie de bronz.